# Kolokolo
Kolokolo (lat. Leopardus colocolo) divlja je mala mačka iz Južne Amerike.
Kolokolo obitava u zapadnoj Južnoj Americi, na području od Ekvadora i Čilea, preko Anda u Argentini i nekoliko susjednih zemalja. Malo je poznato o načinu lova i reprodukciji kolokolo mačke, ali vjeruje se, da lovi noću i hrani se najviše malim sisavcima i pticama.
Kolokolo je malena, samo 55 do 70 cm, a teži prosječno 3 – 7 kg. Boja krzna varira od sive i žute do tamnosmeđe te je prekriveno tamnosmeđim prugama. Obično okoti dva mačića po leglu. Može živjeti između 9 i 16 godina.
U prošlosti su se pampaska mačka i pantanalska mačka smatrale podvrstama kolokolo mačke, ali sada su zasebne vrste.